# Matwij Jaworski
Matwij Iwanowycz Jaworski, ukr. Матвій Іванович Яворський (ur. 15 listopada 1885 w Korczowie, zm. 3 listopada 1937 na uroczysku Sandarmoch) – historyk ukraiński, marksista. Członek Wszechukraińskiej Akademii Nauk (WUAN) i prezydium tej Akademii. Jeden z przedstawicieli rozstrzelanego odrodzenia.

## Życiorys
Urodził się w rodzinie chłopskiej. W 1910 ukończył studia na Wydziale Prawa Uniwersytetu Lwowskiego, kontynuował studia na Uniwersytecie Wiedeńskim, uzyskując w 1912 stopień naukowy doktora nauk politycznych. Władał dziesięcioma językami. Był członkiem Ukraińskiej Partii Radykalnej. W czasie I wojny światowej w latach 1914–1916 służył w żandarmerii polowej armii Austro-Węgier w stopniu chorążego. Od 1917 tłumacz wojskowy,  służył w sztabie attaché wojskowego Austro-Węgier przy rządzie Ukraińskiej Republiki Ludowej, później przy rządzie Hetmanatu.
Po rozpadzie Austro-Węgier i proklamowaniu Zachodnioukraińskiej Republiki Ludowej powrócił do Galicji Wschodniej, rozpoczął służbę w żandarmerii Ukraińskiej Armii Halickiej. W końcu 1918 przeszedł politycznie na pozycje bolszewickie. Należał do grupy oficerów, który w 1919 przygotowywali przejście UHA na stronę Armii Czerwonej i przekształcenie w Czerwoną Ukraińską Armię Halicką (CzuHa). W początku 1920 został naczelnikiem szkoły politycznej dla czerwonych dowódców w Kijowie. Po przejściu CzUHA na stronę armii URL podczas polsko-ukraińskiej ofensywy na Kijów pozostał w składzie Armii Czerwonej. Wyjechał do Moskwy, później do Kazania, gdzie wstąpił do RKP(b). Członek komitetu organizacyjnego Komunistycznej Partii Galicji Wschodniej, pełnomocnik partii przy KC KPU(b).
W sierpniu 1920 powrócił na Ukrainę, wykładał w Instytucie Oświaty Ludowej i centralnej szkole partyjnej w Charkowie. Od grudnia 1922 pracował w Ukraińskim Instytucie Marksizmu i Marksoznawstwa w Charkowie. W 1924 mianowany zastępcą kierownika, a w latach 1926-1929 pełnił obowiązki kierownika zarządu instytucjami naukowymi na Ukrainie  (Ukrnauka) przy komisariacie oświaty USRR, był bliskim współpracownikiem Mykoły Skrypnyka.
Był pierwszym historykiem ukraińskim, który opracował schemat dziejów Ukrainy oparty na metodologii marksistowskiej, w opozycji do dominującej wówczas szkoły narodnickiej Mychajła Hruszewskiego, jego uczniów i zwolenników. Autor pierwszych podręczników marksistowskich w historiografii ukraińskiej (Narys istoriji Ukrajiny(1923-24) t 1-2, Korotka istorija Ukrajiny (1927), Istorija Ukrajiny u stysłomu narysi, (1928-29), Ukrajina w epochu kapitalizmu, (1924-25), t 1-3, prac z historii ruchów społecznych i rewolucji na Ukrainie (Istorija riewolucyonnogo dwiżenija na Ukrainie (1922), Rewolucija na Ukrajini w jiji gołowniszych etapach (1923), Narysy z istoriji rewolucijnoji borot'by na Ukrajini (1927-28) t.1-2) i licznych artykułów w czasopismach naukowych. Atakował szkołę historyczną Hruszewskiego jako ukraińską historiografię burżuazyjną. W grudniu 1928 otrzymał stopień naukowy doktora nauk historycznych (równoważny habilitacji), bez przedstawienia pracy habilitacyjnej, w oparciu o prace już opublikowane.
Za przedmiot historii uważał walkę klasową, zaś jego głównym przeciwnikiem, zgodnie z teorią narodu Lenina i koncepcją polityki narodowościowej obowiązującą w ZSRR w latach 20. XX wieku – korenizacją – była „wielkomocarstwowa” nacjonalistyczna historiografia rosyjska, która nie uznawała jakiejkolwiek odrębności Ukrainy. Periodyzacja dziejów Ukrainy zależała u Jaworskiego bezpośrednio nie od zmian terytorialnych i politycznych a od przemian formacji gospodarczo-społecznych. Wszystkie ważne wydarzenia w historii interpretował zaś z perspektywy klasowej, a  nie  interesu państwowego, czy narodowego. Podobnie jak Hruszewski i jego szkoła, Jaworski przedstawiał Rosję carską jako eksploatatora Ukrainy w systemie reżimu kolonialnego, służącego interesom wielkich posiadaczy ziemskich.
Schemat Jaworskiego posłużył bolszewikom do walki z historykami szkoły Hruszewskiego, jednak bardzo krótko utrzymał status obowiązującej w USRR wykładni dziejów. Wiązało się to ze zdobyciem przez Stalina pełni władzy w WKP(b), stalinizacją samej partii bolszewickiej i ruchu komunistycznego i radykalną zmianą w polityce wewnętrznej ZSRR w roku 1929 (zakończenie NEPu, kolektywizacja rolnictwa, stalinizm). Nowy kurs polityczny oznaczał również pełną centralizację władzy w Moskwie, likwidację względnej autonomii i samodzielności republik związkowych, którą cieszyły się w latach 20, koniec polityki korenizacji i walkę z przejawami tzw. narodowego komunizmu, określanego odtąd jako odchylenie nacjonalistyczne.  W pierwszym rzędzie dotyczyło to USRR, najważniejszej po RFSRR republiki związkowej.
Już na początku 1929 Jaworski zaczął być krytykowany za swoje poglądy historyczne.  10 lutego 1929 na łamach moskiewskiej „Prawdy” ukazała się recenzja pracy Jaworskiego Istorija Ukrajiny  u stysłomu narysi, w której zarzucono mu formalno-nacjonalistyczne podejście do historii, czyli pomijanie historii proletariatu, przy jednoczesnym „szerokim” opisie dziejów „organizacji nacjonalistycznych” np. Ukraińskiej Centralnej Rady.  W podsumowaniu recenzji stwierdzono, że książka Jaworskiego nie jest pracą bolszewicką. Publikacja w „Prawdzie” była początkiem zorganizowanej nagonki propagandowej na Jaworskiego, której celem była dyskredytacja naukowa i polityczna uczonego. Jaworski początkowo próbował się bronić, jeszcze czerwcu 1929 został wybrany członkiem Wszechukraińskiej Akademii Nauk i członkiem prezydium Akademii, jednak 5 września 1929 w organie KP(b)U „Kommunist” ogłosił samokrytykę, obiecując poprawę swych „błędów” w nowym wydaniu książki.
Atak na Jaworskiego i jego szkołę historyczną był częścią przygotowań władz sowieckich do masowych represji administracyjnych i policyjnych skierowanych przeciwko Wszechukraińskiej Akademii Nauk, ukraińskim elitom intelektualnym i inteligencji w USRR. Mechanizmem rozkręcania spirali masowych represji były procesy pokazowe  fikcyjnych „organizacji” antykomunistycznych, w których skazywano przedstawicieli elit intelektualnych i społecznych jako „przywódców” tych „organizacji” i masowe aresztowania przez GPU osób, którym zarzucano przynależność do tych „organizacji” i działalność antysowiecką. Już w lipcu 1929 aresztowano Serhija Jefremowa i licznych niekomunistycznych intelektualistów ukraińskich, w listopadzie 1929 szef GPU USRR Wsewołod Bałycki ogłosił o wykryciu i zlikwidowaniu przez GPU Związku Wyzwolenia Ukrainy, będącego w istocie mistyfikacją GPU. Deklaracji Bałyckiego towarzyszyły masowe aresztowania ukraińskiej inteligencji przeprowadzone w listopadzie - grudniu 1929 i wymuszone rozwiązanie Ukraińskiej Autokefalicznej Cerkwi Prawosławnej.  Były to przygotowania do pierwszego procesu pokazowego ukraińskiej inteligencji niekomunistycznej, ostatecznie przeprowadzonego w Charkowie w kwietniu 1930.
W listopadzie-grudniu 1929 nastąpiło dalsze zaostrzenie wewnętrznego kursu politycznego w ZSRR. Józef Stalin w ramach toczonych od śmierci Lenina walk frakcyjnych w WKP(b) pokonał Nikołaja Bucharina i jego zwolenników, zdobywając wraz z grupą popierających go działaczy pełnię władzy w partii bolszewickiej. W grudniu 1929 została proklamowana przez Stalina i KC partii bolszewickiej polityka przymusowej przyśpieszonej kolektywizacji rolnictwa i budowy przemysłu ciężkiego-zbrojeniowego w ramach zrewidowanego pierwszego planu pięcioletniego. Oznaczało to definitywne odejście od polityki NEPu – obowiązujących od 1921 zasad regulowanej gospodarki rynkowej i relatywnego liberalizmu w polityce kulturalnej i społecznej ZSRR. Partia bolszewicka rozpoczęła nagonkę polityczną i administracyjną przeciwko tzw. „odchyleniu prawicowemu”, wiązanemu z osobą Bucharina i „burżuazyjnym nacjonalizmom” w republikach związkowych, co wiązało się z masowymi czystkami personalnymi osób, którym takie „odchylenia” zarzucano.
6 lutego 1930 Jaworski został wykluczony z WKP(b). 13 lutego 1930 Politbiuro KC KP(b)U wydało postanowienie wzywające go do złożenia dymisji z funkcji członka prezydium WUAN, w dwa dni później złożył rezygnację z funkcji i w marcu 1930 wyjechał „na urlop” do Leningradu. Oficjalnym powodem wykluczenia było zatajenie faktów z jego przeszłości sprzed 1920 (służby w armii austro-węgierskiej i sympatyzowania z polityką hetmana Pawła Skoropadskiego), ujawnione w pozwie o alimenty dla córek, mieszkającej w Polsce jego byłej żony Zofii. 1 marca 1930 w „Prawdzie” ukazał się artykuł Awanturnik Matwiej Jaworski, w którym po przedstawieniu jego „kontrrewolucyjnej” biografii stwierdzono, że Jaworski i jemu podobni są wrzodami na ciele partii i nauki sowieckiej.
Skala oporu społecznego przeciw przymusowej kolektywizacji i krach gospodarczy z nią związany, wymusiły na władzach sowieckich w 1930 spowolnienie tempa likwidacji prywatnego rolnictwa, będąc jednocześnie jedną z przesłanek rozszerzenia terroru wobec ukraińskich elit społecznych i byłych działaczy politycznych okresu Ukraińskiej Republiki Ludowej – socjalistów i niebolszewickich socjaldemokratów, którzy mogli być potencjalnymi przywódcami oporu społecznego. Po zakończeniu procesu pokazowego Związku Wyzwolenia Ukrainy GPU rozpoczęło zatem jesienią 1930 przygotowania do następnego procesu pokazowego, tym razem tzw. Ukraińskiego Centrum Narodowego, również mistyfikacji GPU. Celem UCN, podobnie jak wcześniej ZWU miało być obalenie władzy sowieckiej na Ukrainie i wprowadzenie ustroju kapitalistycznego. Środkami do tego miały być: zbrojne powstanie kułackie i obca (polska) interwencja zbrojna. Aresztowania mające stanowić przygotowania do procesu rozpoczęły się na początku roku 1931. W ramach przygotowań do mistyfikacji,  10 marca 1931 OGPU aresztowało w Leningradzie Jaworskiego, w tydzień później przewieziono go do Charkowa, a 28 marca 1931 złożył zeznanie, że należał do tajnej organizacji kontrrewolucyjnej.
Na przywódcę Ukraińskiego Centrum Narodowego OGPU wytypowało początkowo Mychajła Hruszewskiego,  wybitnego historyka ukraińskiego, przewodniczącego Ukraińskiej Centralnej Rady i pierwszego prezydenta Ukraińskiej Republiki Ludowej. Hruszewski został aresztowany 21 marca 1931 roku w Moskwie, nakaz aresztowania wystawił osobiście zastępca szefa OGPU ZSRR Gienrich Jagoda.  Hruszewski, także przewieziony do Charkowa, podczas przesłuchania również 28 marca 1931 przyznał, że należał do organizacji kontrrewolucyjnej i potępił wszystkie próby walki z władzą sowiecką. Przewieziony do Moskwy 3 kwietnia 1931 na pierwszym przesłuchaniu prowadzonym przez Jakowa Agranowa potwierdził swoje wcześniejsze zeznania na temat istnienia „konspiracyjnej ukraińskiej organizacji nacjonalistycznej” z sobą na czele. Jednak uwolniony z aresztu i przesłuchiwany 15 kwietnia z wolnej stopy odwołał wszystkie swoje wcześniejsze zeznania. Agranow był zmuszony napisać w raporcie do Jagody,  że nie było żadnej powstańczej organizacji na której czele staliby bliscy współpracownicy Hruszewskiego oraz że nie było żadnych powstańczych tendencji w środowisku jego przyjaciół politycznych. W konsekwencji OGPU było zmuszone zrezygnować z publicznego procesu, a na przywódcę Ukraińskiego Centrum Narodowego wytypowano Matwija Jaworskiego, który w przeciwieństwie do Hruszewskiego nie odwołał wcześniejszych zeznań.
Postanowieniem Kolegium OGPU z 7 lutego 1932 został skazany na 6 lat obozu koncentracyjnego z artykułu 58-2 i 58-11 kodeksu karnego RFSRR. Wraz z nim 7 lutego 1932 Kolegium OGPU skazało 50 osób za przynależność do nieistniejącego Ukraińskiego Centrum Narodowego i związanej z nim równie fikcyjnej Ukraińskiej Organizacji Wojskowej na kary od 3 do 6 lat obozu. Wśród skazanych byli: były premier Ukraińskiej Republiki Ludowej Wsewołod Hołubowycz, ministrowie rządu URL  i działacze Ukraińskiej Centralnej Rady Pawło Chrystiuk, Wasyl Mazurenko, Mykoła Szrah, działacze Ukraińskiej Partii Socjalistów Rewolucjonistów (UPSR) i Ukraińskiej Socjal-Demokratycznej Partii Robotniczej  i członkowie Komunistycznej Partii Zachodniej Ukrainy pochodzący z Galicji Wschodniej (Hryhorij Kossak i in.).
Karę odbywał w łagrze Sołowiecki Obóz Specjalnego Przeznaczenia (SŁON) na Wyspach Sołowieckich w łagpunkcie Kreml. W obozie Jaworski z komunisty stał się przeciwnikiem reżimu komunistycznego. Ogłaszał głodówki, w 1933 przekazany GPU do dodatkowego śledztwa. Wypełniając ankietę wszechzwiązkowego spisu powszechnego w rubryce "przynależność partyjna" wpisał: Miał nieszczęście należeć do najnikczemniejszej w świecie partii komunistycznej i uważa to za swą wielką przewinę. 30 czerwca 1936 napisał oświadczenie do Centralnej Komisji Atestacyjnej Gułag NKWD ZSRR w którym napisał m.in.: 

Uważam, że przy takim stanie rzeczy na Ukrainie godniej dla mnie będzie umrzeć wraz z nimi we wspólnym naszym katorżniczym życiu, niż dążyć do wolności, by żyć życiem kameleona służącego współczesnemu Neronowi i jego pretorianom, kameleona zachłystującego się w zachwycie nad polityką narodowego ucisku i ograbiania chłopów – w królestwie – nie budującego się socjalizmu, a powszechnego kłamstwa, prowokacji i swawoli”.

9 października 1937 „trójka specjalna” NKWD obwodu leningradzkiego RFSRR skazała jednym wyrokiem listę 1116 więźniów Sołowek na śmierć. Na liście znajdowało się nazwisko Jaworskiego. Rozstrzelany 3 listopada 1937 razem z Łesiem Kurbasem, Mykołą Kuliszem, Ołeksą Slisarenką, Mykołą Zerowem, Myrosławem Irczanem, Pawło Fyłypowyczem, Wołodymyrem Czechowskim i in. w masowej egzekucji ukraińskich twórców i działaczy społecznych na uroczysku Sandarmoch w Karelii.